# 尹恵英
尹恵英（ユン・ヘヨン、朝鮮語: 윤혜영、1976年 - ）は、朝鮮民主主義人民共和国の普天堡電子楽団の歌手である。

## 概要
尹惠英は、普天堡電子音楽団の歌手であり、低音が特徴的である。

## 主な楽曲
- 攻撃戦だ
- 飛行士の歌
- 砲兵の歌
- 雲の向こうの懐かしい将軍星様
- 星たちは囁く1.2.3
- 勝利の距離

## 死亡説
大韓民国へ脱北した金ソンミン(朝鮮語:김성민)氏が、「尹惠英氏は、金正日総書記の命令に反し、同楽団所属のピアニストと共に粛清された」と証言したため真実かと言われていたが、2010年に「攻撃戦だ」を歌った姿が見られた為、粛清・自殺説は誤りであるとも考えられている。